# Pseudocleobis hirschmanni
Pseudocleobis hirschmanni är en spindeldjursart som beskrevs av Kraepelin 1911. Pseudocleobis hirschmanni ingår i släktet Pseudocleobis och familjen Ammotrechidae. Inga underarter finns listade i Catalogue of Life.